# Loewia adjuncta
Loewia adjuncta là một loài ruồi trong họ Tachinidae.